# New Moon
Albums de Elliott Smith
From a Basement on the Hill
(2004)
New Moon est un double album posthume du chanteur américain Elliott Smith sorti le 8 mai 2007. Il s'agit d'une compilation de titres enregistrés entre 1994 et 1997 lors des sessions d'enregistrement pour les albums Elliott Smith et Either/Or, tous deux sortis chez le label Kill Rock Stars.

## Liste des chansons

### CD 1
1. "Angel in the Snow"
2. "Talking to Mary"
3. "High Times"
4. "New Monkey"
5. "Looking Over My Shoulder"
6. "Going Nowhere"
7. "Riot Coming"
8. "All Cleaned Out"
9. "First Timer"
10. "Go By"
11. "Miss Misery" (early version)
12. "Thirteen"

### CD 2
1. "Georgia Georgia"
2. "Whatever (Folk Song in C)"
3. "Big Decision"
4. "Placeholder"
5. "New Disaster"
6. "Seen How Things Are Hard"
7. "Fear City"
8. "Either/Or"
9. "Pretty Mary K" (other version)
10. "Almost Over"
11. "See You Later"
12. "Half Right"